# Widdendorf
Widdendorf ist ein Ortsteil der Stadt Elsdorf im Rheinland. Elsdorf ist eine Stadt im Rhein-Erft-Kreis, Nordrhein-Westfalen.

## Lage
Widdendorf liegt östlich von Elsdorf. Durch das Dorf verläuft die Landstraße 277 und am westlichen Ortsrand die Bundesstraße 477. Der Ort liegt an der alten Römerstraße Trier–Neuss. Die Hambachbahn fährt westlich am Ort vorbei.

## Geschichte
Einer der vielen Einzelhöfe, aus denen das Dorf besteht, ist ein ehemaliger Rittersitz. Dort sind von 1335 bis 1680 die „Herren von Wedendorp“ nachgewiesen. Zudem findet sich auf Gut Boisdorf, zwischen Rölsdorf und Lendersdorf, bei Düren, eine Familie „von Widendorp“ deren Herkunft wohl auch im Ort Widdendorf liegt. Beide Familien führen unterschiedliche Wappen. Die „von Wedendorp“ führten im Wappenschild fünf Querbalken mit drei darüber gelegten Löwen, oben zwei, einer darunter. Das Wappen der Familie „von Widendorp“ zu Boisdorf, zeigte mittig einen schwarzen Querbalken, auf silbernem Schild, begleitet oberhalb von zwei Hifthörnern mit roten Binden und unter dem Balken eins. Und auf dem ungekrönten Helm ein viertes Hifthorn. Die Decken schwarz und silbern.

## Öffentlicher Personennahverkehr
Widdendorf ist durch die VRS-Linien 922, 941 und 988 der Rhein-Erft-Verkehrsgesellschaft und der Firma Tirtey an den öffentlichen Personennahverkehr angeschlossen.
| Linie | Betreiber | Verlauf |
| ----- | --------- | --- |
| 922   | Tirtey    | Bergheim Bf – Zieverich – Thorr – Widdendorf – Heppendorf – Ahe – Kerpen-Sindorf S – Kerpen, Schützenstr. |
| 941   | REVG      | Elsdorf Busbf – Giesendorf – Berrendorf – Widdendorf – Heppendorf – Ahe – Sindorf – Horrem Bf |
| 988   | REVG      | (Stammeln – Heppendorf – Widdendorf – Grouven – Berrendorf-Wüllenrath – Giesendorf –) Elsdorf – Angelsdorf – Esch – Tollhausen – Oberembt – Frankeshoven – Niederembt – Bedburg Schulzentrum / (Kirdorf – Blerichen – Bedburg Bf) |